# Świątynia III (Tikál)

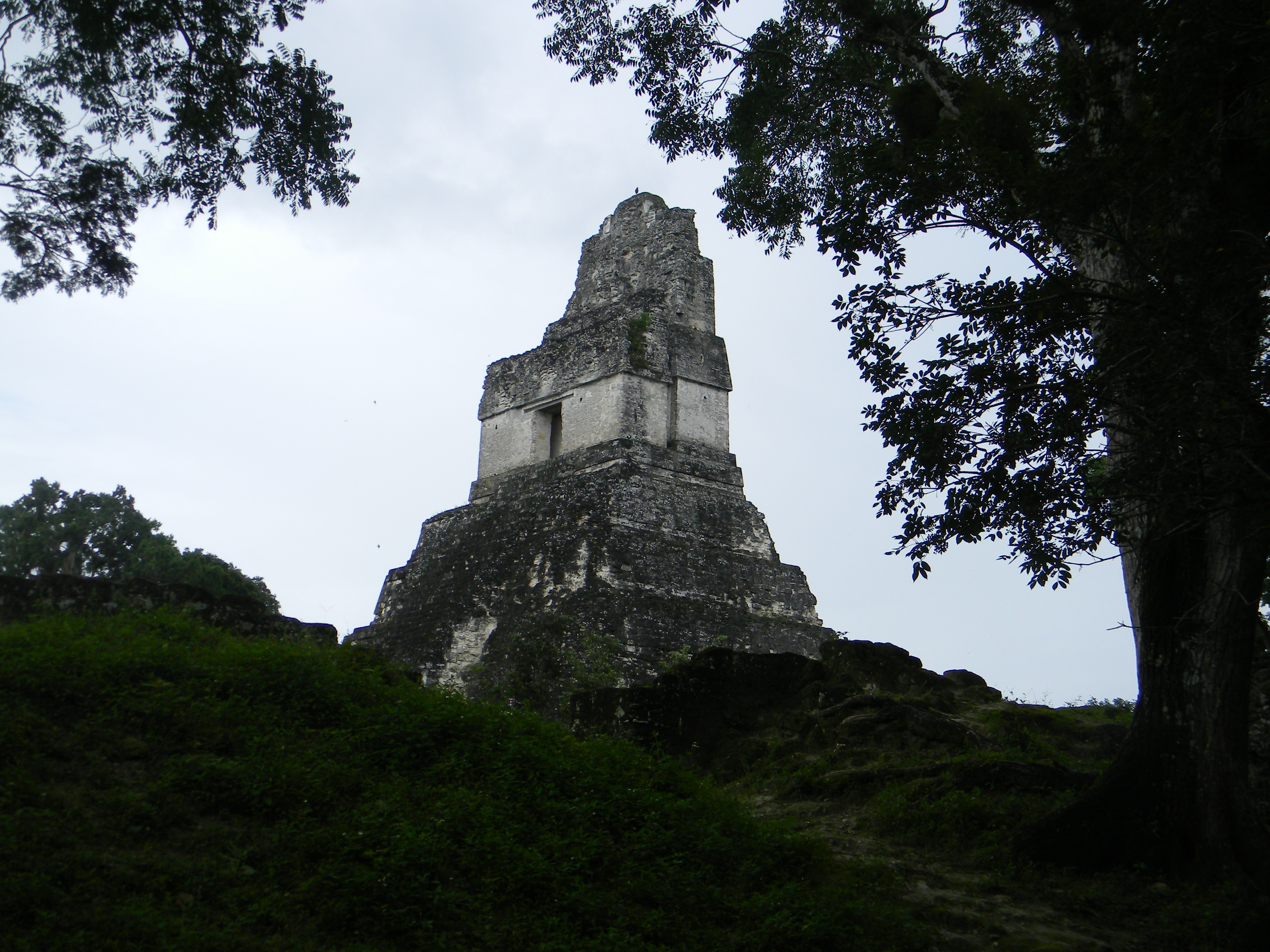
Świątynia III

Świątynia III lub Świątynia Kapłana-Jaguara (hiszp. Templo III lub Templo del Gran Sacerdote) – piramida schodkowa Majów położona w starożytnym mieście Tikál w Gwatemali. Była jedną z najważniejszych i przypuszczalnie ostatnich świątyń wzniesionych w mieście. Powstała w późnym okresie klasycznym. Na podstawie tekstów wyrytych na steli, znajdującej się u podnóża jej schodów, budowlę datuje się na 810-870 rok n.e. Jej wiek wskazuje, że w IX wieku Tikál było jeszcze stabilnym politycznie miastem, choć już chyliło się ku upadkowi. Z nie do końca jasnych przyczyn całkowicie zostało opuszczone około 900 roku.
Świątynia III jest powiązana z mało znanym królem Dark Sun i choć nie zostało to potwierdzone możliwe, że piramida skrywa jego grobowiec, był on ostatnim z wielkich władców Tikál.
W latach 60. XX wieku budowla została częściowo odrestaurowana, ale obecnie jest niedostępna dla zwiedzających. Nie została również gruntownie przebadana przez archeologów.

## Charakterystyka
Świątynia znajduje się na południe od grobli prowadzącej do Świątyni IV i jest zwrócona na wschód w stronę Wielkiego Placu. Mierzy 55 m wysokości i składa się z dziewięciu poziomów. Wewnątrz znajdują się jedynie dwa pomieszczenia, a nie trzy jak w pozostałych świątyniach. Nad wejściem znajduje się bardzo dobrze zachowane nadproże przedstawiające otyłą postać w skórze jaguara. Jest to także jedno z dwóch drewnianych nadproży w Tikál, które zachowało się w swoim oryginalnym miejscu.
W latach 1967–69 w ramach „Projektu Tikal” prowadzonego przez Uniwersytet Pensylwanii, odrestaurowano górną część piramidy oraz „grzebień” świątyni.